# جوليا سميث
جوليا سميث (بالإنجليزية: Julia Smith)‏ هي عازفة بيانو وملحنة أمريكية، ولدت في 25 يناير 1905 في دينتون في الولايات المتحدة، وتوفيت في 18 أبريل 1989 في نيويورك في الولايات المتحدة.

## وصلات خارجية
- جوليا سميث على موقع ميوزك برينز (الإنجليزية)
- جوليا سميث على موقع ديسكوغز (الإنجليزية)